# مدارد كليماني
مدارد ماتوغولو كليماني (من مواليد 15 مارس 1968) هو محامي وسياسي تنزاني، يشغل منصب وزير الطاقة في مجلس الوزراء التنزاني منذ 7 أكتوبر 2017. مباشرة قبل تعيينه في منصبه الوزاري الحالي شغل منصب نائب وزير وزارة الطاقة والمعادن المشتركة، والتي تم تقسيمها إلى قسمين مع أنجيلاه كايروكي على رأس جدول التعدين.

## الخلفية والتعليم
ولد في تنزانيا في 15 مارس 1968. بعد الدراسة في المدارس الابتدائية والثانوية المحلية التحق بجامعة دار السلام في عام 1993 لدراسة القانون. تخرج بدرجة البكالوريوس في القانون في عام 1996. كما أنه حاصل على درجة الماجستير في القانون من جامعة دندي في اسكتلندا عام 2002. حصل على درجة الدكتوراه في الفلسفة من جامعة بيدفورد في المملكة المتحدة.

## الحياة المهنية
كانت وظيفته الأولى كمدير قانوني مع مفوضية الأمم المتحدة السامية لشؤون اللاجئين لجنة الإنقاذ الدولية، حيث عمل بهذه الصفة من عام 1997 حتى عام 1998. في عام 1999 انتقل إلى وزارة الطاقة والمعادن حيث عمل كمسؤول قانوني أول حتى 2006. من عام 2007 حتى عام 2013 شغل كليماني منصب المستشار العام لحساب الألفية للتحدي في تنزانيا. في عام 2013 عاد مرة أخرى إلى وزارة الطاقة والمعادن كمدير لإدارة الخدمات القانونية، وعمل بهذه الصفة حتى عام 2015.
في عام 2015 تم انتخابه لعضوية البرلمان التنزاني لتمثيل دائرة تشاتو في منطقة جيتا في البلاد. في نفس العام تم تعيينه نائبًا لوزير التعدين والطاقة، وعمل بهذه الصفة حتى أكتوبر 2017 عندما تم تعيينه وزيراً للطاقة.